# Level Green
Level Green es un lugar designado por el censo ubicado en el condado de Westmoreland en el estado estadounidense de Pensilvania. En el Censo de 2010 tenía una población de 4020 habitantes y una densidad poblacional de 657,35 personas por km².

## Geografía
Level Green se encuentra ubicado en las coordenadas 40°23′25″N 79°43′17″O / 40.39028, -79.72139. Según la Oficina del Censo de los Estados Unidos, Level Green tiene una superficie total de 9.84 km², de la cual 9.84 km² corresponden a tierra firme y (0%) 0 km² es agua.

## Demografía
Según el censo de 2010, había 4020 personas residiendo en Level Green. La densidad de población era de 657,35 hab./km². De los 4020 habitantes, Level Green estaba compuesto por el 0% blancos, el 0% eran afroamericanos, el 0% eran amerindios, el 0% eran asiáticos, el 0% eran isleños del Pacífico, el 0% eran de otras razas y el 0% pertenecían a dos o más razas. Del total de la población el 0% eran hispanos o latinos de cualquier raza.